# Алтин
Алтин или алтун (тур. altın:злато) је турски златни новац. Кован је после освајања Цариграда од 1454. до краја турске владавине. На почетку је био тежак 3,43 gr а при крају свега 1,6 gr.
Ковао се и у Египту, а код нас у доба Сулејмана II од 1520. до 1566. у Сребреници и за Селима II од 1566. до 1574. у Чајничу.